# Château de Grésy
Le château de Grésy (Graisy) est un ancien château du XIe siècle ou XIIe siècle, centre d'un mandement au XIIIe siècle, dont les vestiges se dressent sur la commune de Grésy-sur-Aix dans le département de la Savoie en région Auvergne-Rhône-Alpes.

## Situation
Le château de Grésy se trouve au chef-lieu, près de l'église, derrière l'école. Il installé à « l'extrémité méridionale du diocèse [de Genève], soit à une demi-lieue au nord d'Aix, près du confluent du Sierroz avec la Daisse ».
Le château est situé sur la frontière des comtés de Savoie et de Genève. Il est installé sur une ancienne voie romaine, entre Aix et Annecy, à l'emplacement de vestiges romains. Il surveillait l'accès au massif des Bauges et contrôlait l'entrée de l'Albanais.

## Histoire

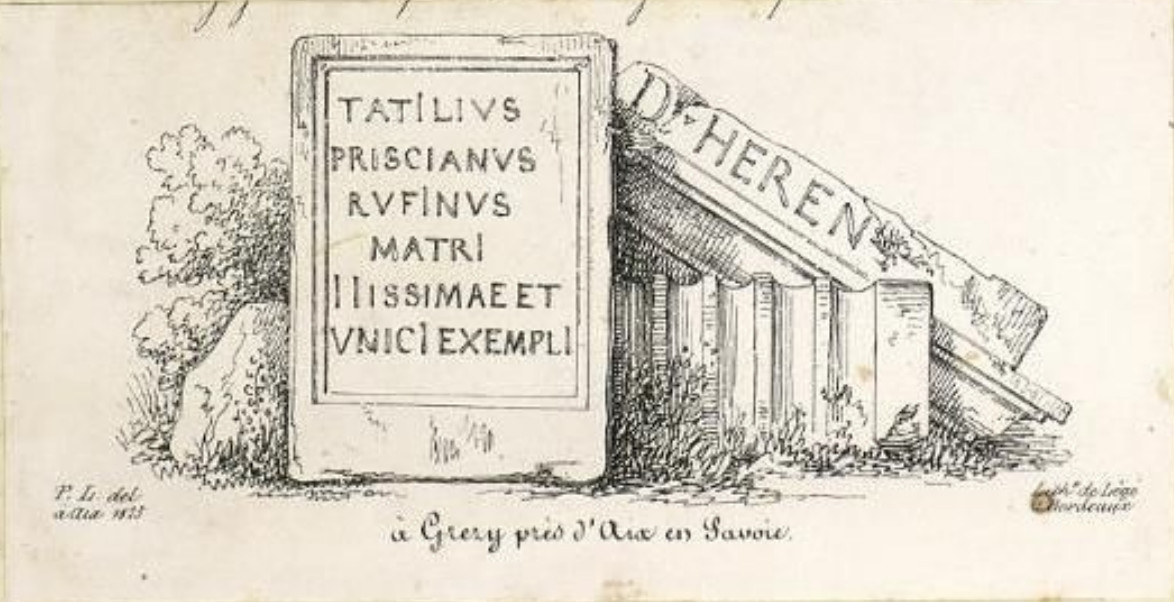
Inscription en latin, Pierre Lacour, 1824

Le château aurait été élevé, au  XIe siècle ou XIIe siècle,, à l'emplacement d'un ancien oppidum. Il fut retrouvé aux environs nombre d'antiquités romaines dont une inscription signalée par Pierre Lacour en 1824 et décrite par la Société académique de Savoie.
Il semble avoir été le centre d'un fief de la maison de Faucigny et dont le nom serait passé à une branche cadette, les Greysier (Grésier ou Grésy),,.
Le château est cité en 1287, lors du traité de paix d'Annemasse, conclu entre les comtes de Savoie et ceux de Genève. Le comte de Genève prête désormais hommage pour ce fief au comte de Savoie. Pierre Ier de Grésy en fait hommage, en 1289, au comte de Genève. En 1401, lorsque le comté de Genève est acheté par le comte de Savoie, Grésy entre définitivement dans les possessions savoyardes.
En 1422, François de Grésy, sans héritier, en fait don à Amédée VIII de Savoie. Ce dernier le donne en fief en 1427 à Manfred de Saluces, marquis de Saluces, maréchal de Savoie,. Lui-même en investira, en 1435, Jean d'Orlyé.
En 1449, Louis Ier de Savoie l'inféode à Jacques de Clermont, seigneur de Saint-Pierre-de-Soucy et de Sainte-Hélène-du-Lac, avec droit de rachat perpétuel. Il usera de son droit, en 1450, et le cède à son père Amédée VIII de Savoie. Les terres et le château sont, vers 1490, possessions de la Maison de Savoie ; puis en 1514, passe à la branche des Savoie-Nemours, où se succède Charles Jean Amédée de Savoie et Philippe de Savoie-Nemours. Jacques de Savoie-Nemours, le vend avec les châteaux de Cessens, Château-Neuf, et Château-Vieux, le 28 février 1563, contre une somme de 4 000 écus d'or à Louis Oddinet, baron de Montfort.
Les châteaux sont rachetés par Jacques de Savoie-Nemours en 1572 pour la même somme et revendus en 1575, cette fois, pour 6 000 écus à Guillaume de Portes, originaire de Grenoble, seigneur de Châtel, président du Parlement du Dauphiné et conseiller du roi de France. Après lui, il passe à son fils Antoine de Portes.
Mal entretenu, depuis 1425, on y fait d'importants travaux de réparations en 1579 ; dont la galerie et le corps de logis situé entre les deux tours.
En 1614, Antoine de Portes y loge avec Propère, sa fille. Le château est à cette date dans un piètre état, et pratiquement en ruine en 1684 ; ne subsiste que le donjon. En 1681, Claude Carron, avocat au Sénat de Savoie puis conseiller d'État et contrôleur général des finances, élevé au titre de baron, en 1679, puis en 1682, au titre de comte de Grésy, reconnait le tenir en arrière-fief et le décrit à cette occasion en ruine.
Le château passe à ses descendants, Enard Carron, François Vincent Carron, et Claude Marie Carron, officier sarde. Ce dernier émigre en 1792 au moment de l'entrée des troupes révolutionnaires du général Montesquiou en Savoie ; ses biens sont confisqués, excepté la tour. Cette dernière avait été donnée à sa sœur, Françoise, comme dot, lors de son union avec M. Magnin.

## Description

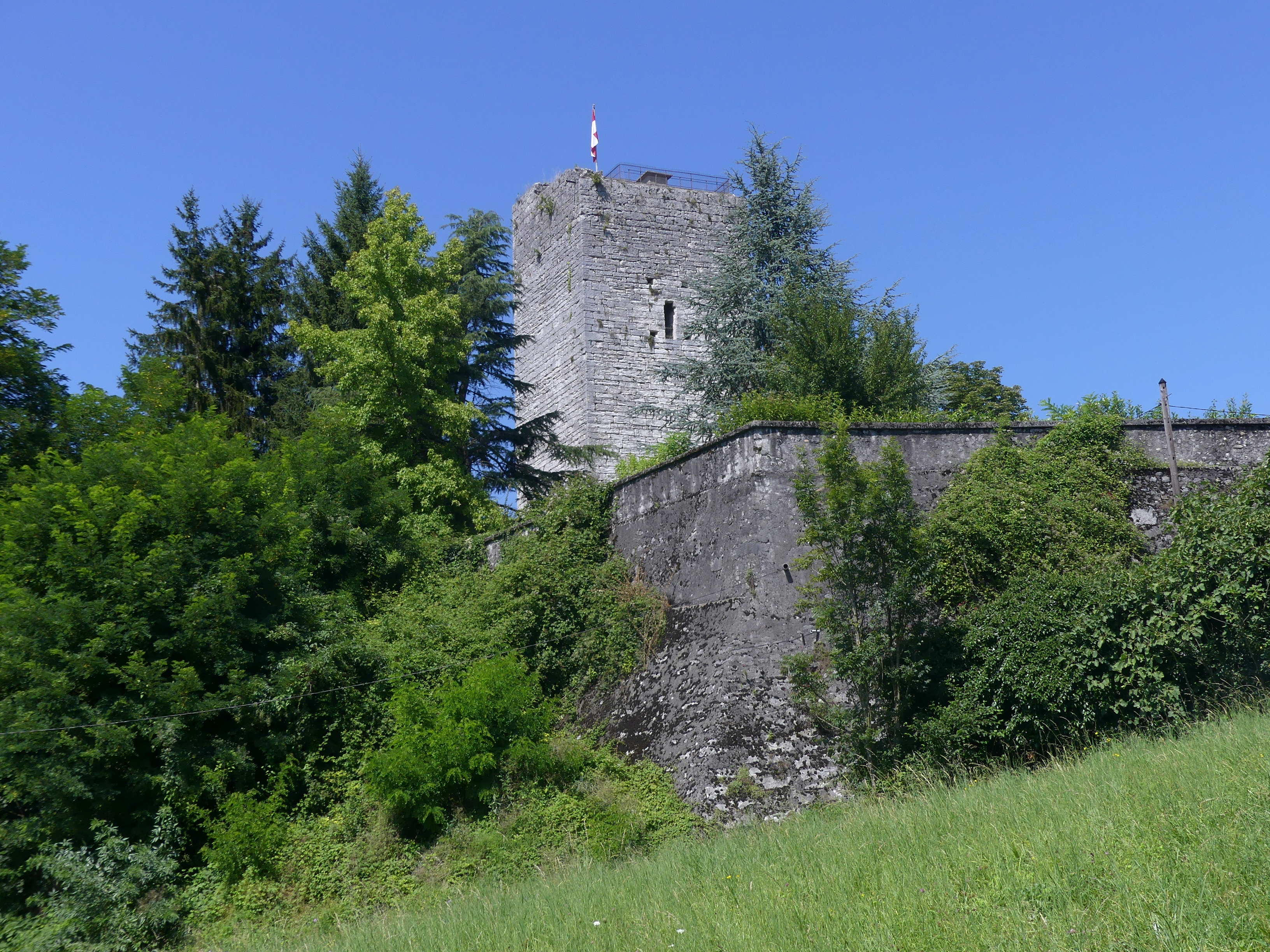
Vestiges du château.

Une double enceinte fossoyée, dont il ne reste plus traces, enserrait le dernier vestige du château de Grésy, un donjon carré de 15 × 26 m de côté. On accédait aux étages par un escalier en bois et la tour s'éclaire par une fenêtre pourvu d'un banc d'assise.
Au nord, subsiste partiellement, les murs du cellier. L'enceinte basse, s'appuyait sur les bords du Sierroz et s'étendait jusqu'au « prieuré ». L'enceinte haute, flanqué de tours rondes, épousait le sommet du plateau sur lequel le château est élevé. Entre les deux enceintes prenaient places les communs, fours, moulins et battoirs ainsi que le château Bausan, dont il ne reste traces et la chapelle dédiée à  saint Pierre. C'est dans cette dernière que fut probablement enseveli à la fin du XVIe siècle, la femme de Guillaume de Portes, Jeanne d'Aragon. On peut y voir, des stèles ainsi qu'un sarcophage et plusieurs inscriptions romaines.

## Châtellenie de Grésy
Le château de Grésy est le siège d'une petite châtellenie, dit aussi mandement (mandamentum), vers le XIIIe siècle. Il s’agit d’une châtellenie ayant relevé des comtes de Genève.
Le châtelain est un « [officier], nommé pour une durée définie, révocable et amovible »,. Il est chargé de la gestion de la châtellenie, il perçoit les revenus fiscaux du domaine, et il s'occupe de l'entretien du château.
Le château de Cessens-Vieux devient le siège de la châtellenie de Cessens et Grésy (Sessens et Greysi), au cours du XIVe siècle.